# Космічна промисловість
Космічна промисловість — це сукупність підприємств, зайнятих конструюванням, виробництвом і випробуваннями ракет, космічних апаратів і кораблів, а також їхніх двигунів і бортового обладнання (електричних та електронних пристроїв). Ці підприємства належать державі або приватним власникам. Космічна промисловість має важливе політичне й економічне значення. Нею значною мірою, визначаються промисловий потенціал і престиж держави: її підприємства постачають власну продукцію на внутрішній та зовнішні ринки, забезпечують замовленнями інші галузі господарства, надають велику кількість робочих місць.

## Значення
Значення космічної промисловості вкрай велике. Вона вимагає наявності в країні високого технологічного та інтелектуального потенціалу. Для якісного зростання, вона мусить бути на вершині науково-технічного прогресу. З часом найсучасніші технології застарівають, стають водночас більш поширеними й міцно входять в побут населення. Прикладом є комп'ютери, тефлонові покриття, розвиток сонячної енергетики, створення нових жаротривких матеріалів, сплавів.

## Підрозділи та доходи
Існують три основні сектори космічної промисловості: виробництво супутників, виробництво допоміжного наземного обладнання та індустрія запусків. Сектор виробництва супутників складається з виробників власне супутників і їх підсистем. Підрозділ наземного обладнання, складається з таких виробничих одиниць, як: мобільні термінали, шлюзи, станції керування, VSAT, супутникові антени прямого мовлення і інше спеціалізоване обладнання. Сектор запуску складається зі служб запуску, виробництва транспортних засобів та виробництва підсистем.
Що стосується доходів світової супутникової індустрії, то в проміжок з 2002 по 2005 рік, вони залишалися на рівні 35-36 мільярдів доларів США. До того-ж більша частина доходів була отримана від сектора наземного обладнання, а найменша — від сектора запуску. Послуги, пов'язані з космосом, оцінюються приблизно в 100 мільярдів доларів США. У промисловості і суміжних секторах, зайнято близько 120 000 працівників в країнах ОЕСР, а в космічній галузі Російської Федерації, працює близько 250 000 осіб. За оцінкою основних фондів, вартість 937 супутників на орбіті Землі 2005 року, становила від 170 до 230 мільярдів доларів США. 2005 року, країни ОЕСР виділили близько 45 мільярдів доларів на космічну діяльність; дохід від космічних продуктів і послуг оцінювався в 110—120 мільярдів доларів США в 2006 році (по всьому світу).

## Ринки збуту
Замовлення на космічну техніку надходять, здебільшого, від урядів та їхніх агенцій.
У США цими питаннями відає НАСА (NASA — National Aeronautics and Space Administration) — Національне управління з аеронавтики і дослідження космічного простору, в Україні — Державне космічне агентство, в Росії — Роскосмос (Російське космічне агентство), тощо. Космічний літальний апарат може бути пілотованим або безпілотним. Космічні апарати, що повертаються на Землю, при вході у верхні шари атмосфери, рухаються спочатку балістичною траєкторією, а в щільних шарах атмосфери і перед посадкою, використовують парашути або крила. Прикладом крилатого апарата був американський повітряно-космічний корабель «Шаттл». Космічні апарати виводяться в космос ракетами-носіями. Як ракети-носії часто використовуються допрацьовані балістичні ракети. Для проведення наукових досліджень в космосі, застосовуються й особливі дослідницькі ракети, розміри яких відносно невеликі.
Космос може бути використаний з різною метою — комерційною, науковою і військовою. В останні десятиліття пожвавилися військові програми, отож для захисту країн від нападу з космосу, були створені: ЦУКОС МО РФ (рос. Центральное управление космических средств) та Управління космічних систем ВПС США із завданням використання й обслуговування штучних супутників Землі. Створення повітряно-космічної транспортної системи «Спейс Шаттл» у США повинно було здешевити таке обслуговування, але через високу аварійність (два з п'яти побудованих шатлів — «Колумбія» і «Челленджер» — вибухнули), програму було закрито.

## Особливості авіаційної та космічної промисловостей

Збирання Зеніт-3SLBФ

Авіаційна та космічна промисловості в силу їх високотехнологічності та високого рівня технічних вимог, тісно пов'язані.
Виробниче обладнання авіаційно-космічної промисловості відповідає складності її продукції. У них широко застосовуються і новітні верстати, і ручна праця майстрів. Багатьом вузлам ракет і взагалі космічної техніки, необхідна прецизійна обробка, вони повинні працювати навіть більш надійно, ніж авіаційні вироби; виробничі площі таких підприємств схожі швидше на лабораторії, ніж на заводські цехи. Навпаки, виробництву особистих літаків, досі притаманні ті ж способи роботи з листовим металом, що застосовувалися в літакобудуванні 1930-х років. Науково-дослідні та дослідно-конструкторські роботи передують випуску всіх нових типів продукції авіаційно-космічної промисловості, крім малих літаків цивільної авіації (їх виробництво часто запозичує результати вишукувань з інших областей техніки).
Для успіху фірми на ринку авіаційно-космічної техніки необхідні певні умови, а саме:
- технічна компетенція і сталість кадрового складу;
- достатній досвід випуску продукції за власними конструкторськими розробками;
- вміла організація збуту готових виробів;
- диверсифікація виробництва;
- ефективність витрат;
- сталість фінансового становища.

Далекоглядним для довгострокового розвитку промисловості, є виготовлення авіалайнерів і космічної техніки. Скорочення ринку озброєнь, схоже, може бути врівноважено обсягом продажів на інших частинах ринку, достатніх для одержання прийнятних прибутків. За стрімкістю розвитку, авіаційно-космічна промисловість перевершила інші галузі і набула визначального значення для сучасної цивілізації.

## Космічна галузь України
Україна успадкувала третину промислово-космічного потенціалу колишнього Радянського Союзу. Для подальшого розвитку цієї галузі (її влада держави розглядає як ключову), Україна утворила Національне космічне агентство України, тепер Державне космічне агентство, завдання якого полягає у контролі і спостереженні за більш ніж 30 установами, безпосередньо пов'язаними з космічною діяльністю і які охоплюють промислові підприємства, конструкторські бюро, військові об'єкти, дослідницькі інститути та інші організації, залучені до цієї галузі.
Серед згаданих утворень найвідомішими на міжнародній арені є — дніпровські підприємства ДП «КБ “Південне”» і ВО «Південний машинобудівний завод ім. О. М. Макарова», харківські — «Комунар», «Хартрон», НДІ радіовимірювань, київські — ЦКБ і завод «Арсенал», «Київприлад» і Київський радіозавод, Євпаторійський центр дальнього космічного зв'язку, підприємство ЧЕЗАРА у Чернігові. Євпаторійські космічні засоби наразі втрачено через анексію АР Крим Російською Федерацією, під керівництвом місцевого диктатора, Путіна В. В.
Україна вважається однією з 6 провідних країн у космічній галузі, яка володіє технологіями як у виробництві пускових установок і штучних супутників, так і їх запуску та керування ними. Дійсно, члени Комітету, які відвідали Україну (16—18 жовтня 2006 року), змогли переконатися у винятковому рівні компетенції її спеціалістів і якості виробничих і дослідницьких об'єктів.
Згідно з даними, отриманими від українських джерел, з часу набуття незалежності, Україна здійснила 90 запусків та вивела на орбіту більш ніж 200 супутників з 9 країн. Вона володіє 5 системами запуску: Циклон-2 і Циклон-3, Зеніт-2 і Зеніт-3SL і Дніпро. Запуски проводилися з декількох місць за межами країни.
Система запуску Циклон спроможна запустити супутники на низькі та еліптичні орбіти. Це надійна і безпечна система, яка передбачає високоавтоматизовані операції запуску, що здійснювалися у м. Плесецьку Російської Федерації. Космічна система Зеніт являє собою 2 пускові установки Зеніт. Вона здатна виводити корисні навантаження до 12.5 тонн на низькі циркулярні полярні орбіти; місцем запуску був — Байконур у Казахстані. Зеніт З SL (Морський старт) був розроблений у межах проєкту Морський старт — спільного підприємства, в якому брали участь США, Норвегія (плавуча платформа) та Україна (ракета-носій Зеніт-3SL). Він міг вивести на геостаціонарну орбіту супутники вагою до 6 тонн.
Космічна система Дніпро була розроблена на основі ракети SS-18 і може використовуватися для виведення на низьку орбіту супутників зв'язку, спостереження і з науковою метою. Дніпро LV може бути запущений в будь-який час, вдень чи вночі, за будь-яких погодних умов, і виводить на орбіту з надзвичайним рівнем надійності, супутники масою у 1,7—4,5 тонн. Місцем запуску був Байконур.
Національне космічне агентство України станом на 2020-ті роки здійснювало діяльність відповідно до Загальнодержавної цільової науково-технічної космічної програми України на 2018—2022 роки схваленої Розпорядженням Кабінету Міністрів України 5 вересня 2018 року. Головною її метою було посилення української космічної індустрії, впровадження міжнародних програм, збереження власного науково- технологічного потенціалу і нарешті, створення сприятливіших умов для гармонійного розвитку їхніх можливостей і більш дієвого використання в інтересах української економіки, науки, безпеки та оборони.
Українська космічна діяльність ґрунтується на складному законодавстві, яке містить два закони: Про космічну діяльність (1996) і Про державну підтримку космічної діяльності (2000). Як випливає також з чисельних президентських указів, космічна діяльність є першочерговою для української влади. 2019 року були внесенні зміни до низки законів стосовно реформування та спрощення діяльності приватних підприємств у цій галузі.
Україна є учасником найважливіших міжнародних переговорів в космічній галузі, зокрема Договорі про принципи, які регулюють діяльність держав в дослідженні і використанні космосу, разом з Місяцем та іншими небесними тілами (1967), і Угоді про створення спільного наукового і технологічного простору між членами СНД (1995). З часу свого створення, НКАУ підписала 38 міждержавних і міжвідомчих угод з 16 країнами. Нарешті, Україна є членом більшості міжнародних організацій у галузі космосу, як-от UNCOPUOS (Комітет ООН з мирного використання космічного простору), COSPAR (Світовий комітет з питань космічних досліджень), IADC (Координаційний міжвідомчий комітет з питань забруднення в космосі); вона також є дуже активним членом організацій з нерозповсюдження зброї масового ураження.
Що стосується пускових установок, чинні проєкти співробітництва охоплювали вищезгаданий Морський старт, Дніпро — у співробітництві з Російською Федерацією, Сухопутний старт — з СІНА і Російською Федерацією і проєкт Циклон 4 з Бразилією які станом на 2020-і, були зупинені. Україна також брала участь в багатьох міжнародних науково-дослідницьких програмах, наприклад дослідженнях з питань космічної біології на станції Мир, вивченні магнітосфери з міжнародною програмою Інтербол-Прогноз і багатьох інших програмах, що ще раз свідчить про науковий, технологічний і промисловий рівень держави.
Стосовно Європи, Україна нині надає перевагу співробітництву з Європейською комісією та Європейською космічною агенцією в межах першої європейської космічної програми, а також участі в програмах Аврора, Галілео (згадана вище), GMES та FLPP (майбутні пускові установки). Українські підприємства залучені до програми Вега (маленька пускова установка Аріанспейс) у співпраці з Avio (Італія), в межах якої КБ «Південне» розробило маршовий двигун РД-843, що входить до складу рідинної рушійної установки розгінного блоку європейської ракети-носія «Вега» призначеного для створення тяги, керування вектором тяги за тангажем і рисканням, маневрування розгінного блоку, відведення розгінного блоку з орбіти. 3 вересня 2020 року з космодрому Куру Європейського космічного агентства у Французькій Гвіані відбувся черговий запуск ракети-носія Vega. Як повідомило КБ «Південне», це 15-й успішний пуск ракети Vega. В рамках програми Європейського космічного агентства під назвою Small Spacecraft Mission Service, ракета-носій вивела на сонячно-синхронну орбіту 53 мікро- та наносупутників, які належать 21 організації з 13 країн.
З іншого боку, повною мірою була втілена Програма технічної підтримки Бістро-2 Європейської комісії, яка стосується забезпечення захисту права на інтелектуальну власність в межах комерціалізації українських космічних технологій. Започатковано проєкт Бістро-3, який має на меті визначення механізмів маркетингу космічних технологій в цивільній сфері. НКАУ бере участь у цьому проєкті, що стосується його організаційних питань і правової підтримки.
Щодо програми Галілео, то угода між ЄС і Україною визначає багато галузей співробітництва: радіочастотний спектр; науково-дослідницька і навчальна; промислова діяльність; розвиток торгівлі і ринку; стандартизація, сертифікація, регулятивні заходи; безпека, відповідальність і відшкодування витрат. Угодою також передбачено створення спільних підприємств задля впровадження програми, використання і розвитку послуг Галілео. До предмету угоди, водночас, входить захист прав інтелектуальної, комерційної і промислової власності у всіх сферах, що мають відношення стосовно забезпечення і обслуговування програми Галілео для поліпшення співпраці у галузі виробництва.
ЄС і Україна домовляються також про співробітництво з питань вивчення і впровадження архітектури наземної системи і дійшли тимчасового порозуміння щодо поширення системи EGNOS на терени України, використовуючи наземну інфраструктуру, яка складається з українських станцій контролю.
Крім того, під час Салону в Ле Бурже 2005 року, було підписано Угоду про стратегічну співпрацю між українським урядом та компанією EADS. Ця угода покриває 5 можливих галузей співробітництва: авіація, космос, оборона, нагляд за кордонами та безпечний зв'язок. Відставка Ю.Тимошенко, яка була Прем'єр міністром на час підписання, і політична нестабільність в Україні не сприяли розвитку цієї угоди. Лише питання, пов'язані з наглядом за кордонами і безпечним зв'язком, нині перебувають на більш просунутій стадії.
У космічній галузі було проведено глибокі дослідження стосовно пускових установок і супутників. Під час візиту Комітету до провідного українського космічного бюро «Південне», Генеральний директор С.Конюхов пояснив, що Україна намагалась (однак невдало), розмістити пускову установку Циклон на Куру, європейському космічному порталі, розташованому у Французькій Гвіані. Але врешті-решт звідти було запущено російську установку Р-7. Тому, через невдачу у співробітництві з Європою, Україна почала працювати з США, що привело до створення Antares (попередня назва Taurus II) — ракети-носія (РН), розробленої американською компанією Northrop Grumman Innovation System (колишня Orbital Sciences Corporation) за активної участі КБ «Південне», ПівденМаш та інших підрядників, яка належить до ракет середнього класу й є двоступеневою та призначена для запуску корисних вантажів масою до 8'000 кг (15000 фунтів) на низьку навколоземну орбіту, а саме — на МКС. Зокрема, успішний запуск на МКС американсько-української ракети Antares з близько 3,6 тоннами вантажу, відбувся 03 жовтня 2020 року о 05:44 за київським часом (о 21:16 за Вашингтоном).
Нарешті, що стосується співробітництва між Україною і Європейською космічною агенцією (ЄКА), то слід відзначити, що створення робочої групи за ініціативою останньої, відбулося дещо передчасно, оскільки для Агенції входження до неї України, не виглядає наразі першочерговим питанням.
У цей час провідні європейські аерокосмічні підприємства виявляють жвавий інтерес до співробітництва з Південмашем в космічних проєктах майбутнього: пускові установки, супутники, космічні дослідження, узгодження законодавства, виведення на орбіту корисних вантажів, тощо. Впродовж 2005—2010 років відбувалися численні зустрічі між представниками європейської космічної промисловості і Південмашу. Стало очевидним, що відсутність політичних угод між ЄКА і НКАУ було перешкодою для широкого співробітництва у космічній галузі між Україною і Європейським Союзом.
13 жовтня 2020 року відбувся 71-й Міжнародний астронавтичний конгрес, Державне космічне агентство України (НКАУ) домовилось про співпрацю у програмі NASA «Артеміда». Вона стосується цивільного дослідження й використання Місяця, Марса, комет та астероїдів з мирною метою. Україна стала дев'ятою країною-підписантом. NASA в межах проєкту «Артеміда» намітило до 2024 року висадити на Місяць першу жінку і наступного чоловіка-астронавта, а до 2028 року провести стаціонарне дослідження поверхні Місяця.
За оцінками фахівців, загальні світові витрати на проєктування та виробництво системи життєзабезпечення для майбутніх астронавтів складають не менше $1 млрд.
Очікується, що отримані завдяки «Артеміді» дані, будуть корисними для місії з доправлення людини на Марс.